# Humboldt Gletsjer
Der Humboldt Gletsjer (grönländisch Sermersuaq) ist ein grönländischer Gletscher im Distrikt Qaanaaq in der Avannaata Kommunia.

## Geografie
Der Gletscher liegt im Norden Grönlands zwischen Inglefield Land im Südwesten und Washington Land im Nordosten. Er mündet in die Peabody Bugt, einen Teil des Kane Basins, welches wiederum ein Teil der arktischen Nares-Straße zwischen Grönland und der kanadischen Ellesmere Island ist. Der Gletscher hat eine Mündungsbreite von über 100 km und ist somit der breiteste Gletscher der Nordhalbkugel.

## Geschichte
Der Gletscher wurde während der Zweiten Grinnell-Expedition von 1853 bis 1855 unter Elisha Kent Kane zu Ehren von Alexander von Humboldt benannt.
Wie viele andere grönländische Gletscher zieht sich auch der Humboldt Gletsjer zurück. Zwischen 1972 und 2021 verlor der Gletscher rund 161 Mrd. Tonnen Eis und zog sich 13 km zurück. Der Gletscher leistet den viertgrößten Beitrag zum Anstieg des Meeresspiegels aller Gletscher der Welt.